# 贝尔泽姆
贝尔泽姆（法語：Berzème，法語發音：[bɛʁzɛm]）是法国阿尔代什省的一个市镇，属于拉让蒂耶尔区。

## 地理
贝尔泽姆（44°39'6"N, 4°33'54"E）面积18.36 平方千米，位于法国奥弗涅-罗讷-阿尔卑斯大区阿尔代什省，该省份为法国东南部内陆省份，北起顺时针与卢瓦尔省、伊泽尔省、德龙省、沃克吕兹省、加尔省、洛泽尔省和上盧瓦爾省接壤。
与贝尔泽姆接壤的市镇（或旧市镇、城区）包括：达布尔、弗雷瑟内、罗什索沃、夸龙地区圣吉内、拉韦宗河畔圣马丹、圣皮埃尔拉罗什、圣庞斯、索特尔。

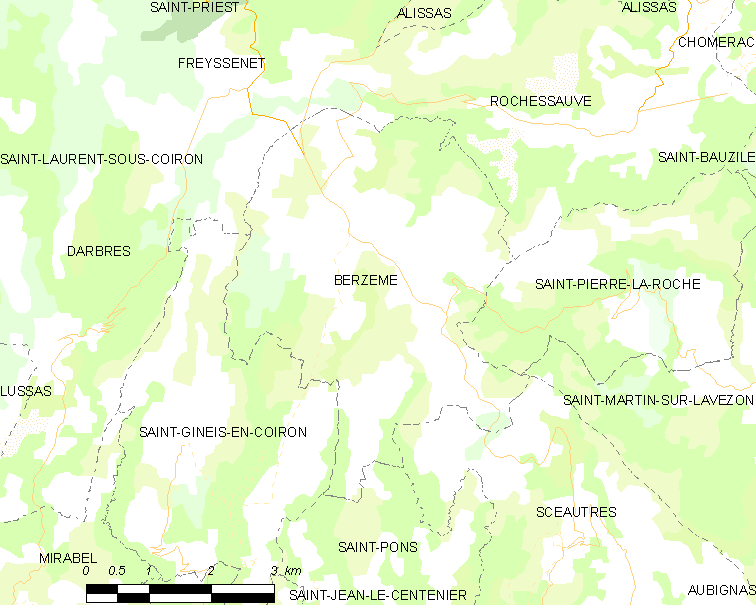
贝尔泽姆的OSM定位图

贝尔泽姆的时区为UTC+01:00、UTC+02:00（夏令时）。

## 行政
贝尔泽姆的邮政编码为07580，INSEE市镇编码为07032。

## 政治
贝尔泽姆所属的省级选区为贝尔-埃尔维县。

## 人口

1962-2008年间贝尔泽姆人口变化图示

贝尔泽姆于2022年1月1日时的人口数量为159人。